# 北京青年戏剧节
北京青年戏剧节也称为北京国际青年戏剧节（英語：Beijing Fringe Festival）于2008年创办，由先锋戏剧导演孟京辉担纲艺术总监。2014年第七届北京青年戏剧节于2014年9月2日至28日在北京10个剧场举行。

## 单元
北京青年戏剧节一般设有七个单元：阿维尼翁单元、国际荟萃单元、新作首演单元、再度关注单元、创新短剧单元、剧本朗读单元及戏剧公益活动单元（包括：戏剧讲座、戏剧论坛、表演工作坊）。

## 戏剧节宗旨
培养青年戏剧创作人才、推出优秀青年戏剧作品